# Tikrit

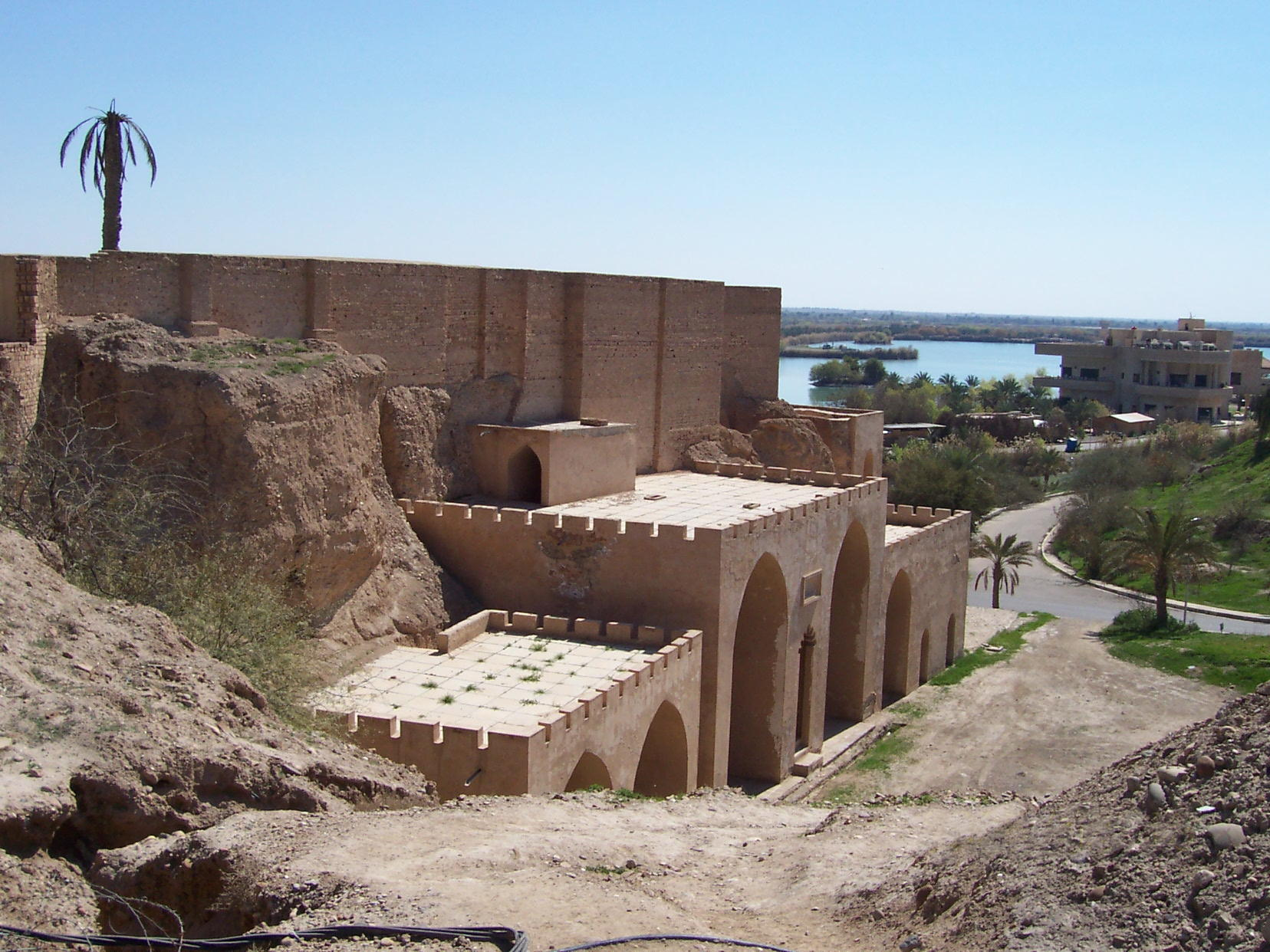
Grüne Kirche von Tikrit, 2005

Tikrit (arabisch تكريت, DMG Tikrīt, auch Takrit genannt) ist eine irakische Stadt am Fluss Tigris mit über 100.000 Einwohnern (genaue Einwohnerzahl unbekannt; 260.000 (2003); 190.220 (2012, Schätzung)) etwa 160 km nordwestlich von Bagdad mit fast ausschließlich sunnitischer Bevölkerung. Tikrit ist Hauptstadt der Provinz Salah ad-Din. In syrischen Werken heißt die Stadt Taghrith.

## Geschichte
Die erste sichere Erwähnung der Stadt findet man bei Claudius Ptolemäus (2. Jahrhundert), der die Stadt Birtha nannte. Heute heißt ein Teil der Stadt immer noch Burtha. Laut arabischen Autoren soll die Stadt durch den sassanidischen König Schapur I. (reg. 240/42–270 n. Chr.) gegründet worden sein. Der heutige Name Tikrit stammt laut Volksmund von einer christlichen Frau namens Takrit bint Wail ab. Vor der Islamisierung der Region wurde die Stadt von christlichen Arabern bewohnt. 637 wurde dann Tikrit zum ersten Mal von den muslimischen Arabern erobert. In den frühislamischen Jahrhunderten war Tikrit eine gänzlich christliche Stadt. So war Tikrit schon im 4. Jahrhundert ein jakobitischer Bischofssitz, bis 1155 die Diözese Tikrit mit derjenigen von Mossul verschmolzen wurde. Liturgiesprache der Christen war die syrische Sprache. Einige Kirchen und christliche Bauten sind heute als Ruinen erhalten. Obwohl die Stadt keine wichtige Rolle in der Geschichte spielte, konnte sie einige christliche Gelehrte hervorbringen. Im Mittelalter war Tikrit der Sitz des Maphrians, der Metropolit der syrisch-orthodoxen Kirche unmittelbar nach dem Patriarchen.
Im 11. Jahrhundert eroberten die Seldschuken unter Tughrul Beg die Stadt. Ab 1149 gehörte die Stadt zum Fürstentum von Erbil, wechselte dann 1190 in den Besitz der abbasidischen Kalifen. Den Kalifen folgten später die Zengiden. 1137 kam hier Saladin, ein Gefolgsmann der Zengiden und späterer Gründer der Ayyubiden zu Welt. Noch im 12. Jahrhundert lebten viele Christen hier. Im 14. Jahrhundert wurde Tikrit durch Timur verwüstet und nahm an Bedeutung stark ab, so dass im 19. Jahrhundert hier nicht mehr als 4000 bis 5000 Menschen lebten. Im 16. Jahrhundert wurde Tikrit osmanisch und blieb dies bis 1917, als es die Briten während des Ersten Weltkrieges eroberten. Tikrit wurde nach dem Ende des Weltkrieges ein Teil des britischen Mandats Mesopotamien.
Tikrit ist der Geburtsort des am 30. Dezember 2006 hingerichteten langjährigen irakischen Machthabers Saddam Hussein und war Hauptsitz seines Familienclans. Hussein forcierte den Ausbau der Stadt. In der Ära nach Hussein wurde die Stadt als Zentrum des Widerstands gegen die US-amerikanische Besetzung des Iraks bekannt.

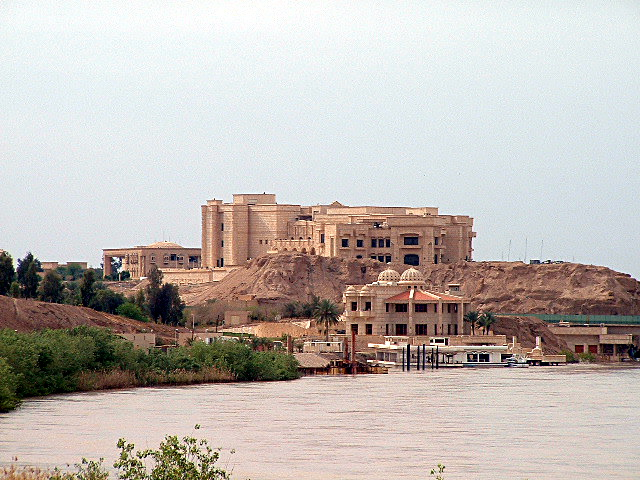
Husseins Palast, 2003

2014 geriet Tikrit unter Kontrolle des IS. Hierbei kam es zum Massaker von Tikrit an irakischen Soldaten. In der Schlacht um Tikrit im März 2015 wurde der IS vertrieben.

## Geografie
Tikrit liegt am westlichen Ufer des Tigris. Eine einzige Brücke verbindet die Stadt mit dem Gebiet auf der anderen Seite des Flusses.
Tikrit verfügt über eine Universität. In der Umgebung gibt es die Flugplätze Camp Speicher, Tikrit South Airport und Tikrit East Airport.
Markant ist ein Palast von Saddam Hussein.

## Söhne und Töchter der Stadt
- Saladin (1137 oder 1138–1193), Kurdischstämmiger Sultan von Ägypten und Syrien
- Ahmad Hasan al-Bakr (1914–1982), Militär und Politiker
- Hardan at-Tikriti (1925–1971), Militär und Politiker
- Barzan Ibrahim at-Tikriti (1951–2007), Politiker
- Chairallah Talfah (1910–1993), Offizier und Onkel Saddam Husseins
- Adnan Chairallah (1941–1989), General, Verteidigungsminister und stellvertretender Befehlshaber der irakischen Streitkräfte unter Saddam Hussein im Ersten Golfkrieg